# De blauwe vleugels
De blauwe vleugels van auteur Jef Aerts is een boek uit 2018. Aerts vertelt het verhaal van twee bijzondere broers die een tocht maken op een tractor, de kraanvogels achterna. De illustraties zijn van Martijn van der Linden. Het boek werd bekroond met een Zilveren Griffel in 2019 en genomineerd voor de Kinder- en Jeugdjury in 2020.